# UB-65号潜艇
陛下之UB-65号艇是德意志帝国海军于第一次世界大战期间建造的其中一艘UB-III型近岸潜艇或称U艇。它由汉堡的伏尔铿船厂承建，于1917年6月26日新船下水，至同年8月18日交付使用。其全长55.52米，水面及水下排水量分别为508吨和639吨，艇载武器则包括五具500毫米鱼雷发射管以及一门88毫米口径甲板炮。UB-65号曾先后被部署至第五及第二区舰队，并参与了大西洋潜艇战。在六次巡逻期间，该艇累计击沉了容积总吨合共为6197吨的6艘协约国或中立国商船，以及1艘排水量为1290吨的敌对军舰。1918年7月，UB-65号以不明原因在英格兰的帕德斯托附近沉没，艇内37名官兵全数阵亡。

## 设计
UB-65号是汉堡伏尔铿船厂承建的UB-III型首批次（UB-60至UB-65号）的末艇，由德意志帝国海军潜艇监察局于1916年5月20日向订购，至1917年6月26日下水。其全长55.52米，舷宽5.76米。艇体采用双壳体结构，水面及水下排水量分别为508吨和639吨，浮起时的吃水深度为3.70米。由于无需像UC-II型艇那样提供水雷布设装置，设计工程师对潜艇舷弧进行了优化，增大了司令塔体积，配备两具潜望镜，司令塔与控制室之间增加一道水密舱壁。这些改进显著提高了潜艇的水下机动性和生存力。为了达到更高的航速，UB-65号采用两台猛狮六缸四冲程530匹公制馬力（390千瓦特）柴油机用于水面运行，以及两台394匹公制馬力（290千瓦特）的西门子-舒克特电动发电机用于水下航行；水面最高航速13.3節（24.6每小時），水下8節（15每小時）；能够在水面以6節（11每小時）航速续航8,420海里（15,590），或以4節（7.4每小時）连续在水下航行55海里（102）而无需充电。
UB-65号的主武器为五具500毫米艇艏鱼雷发射管，其中艇艏四具采用层叠式布局分居两侧、艇艉一具，并可搭载合共10枚G6型鱼雷。辅助武器则是一门88毫米30倍径速射炮。其标准船员编制为3名军官加31名水兵。

## 服役历史
1917年8月18日，UB-65号在前UC-33号艇长、海军上尉马丁·舍勒的指挥下正式入役，随即展开海试。完成海试后，该艇曾先后被编入北海战区的第五和第二区舰队，并参与了大西洋潜艇战，主要在爱尔兰海、赫布里底群岛西部以及圣乔治海峡开展行动。在六次巡逻期间，该艇累计击沉了容积总吨合共为6197吨的6艘协约国或中立国商船，以及1艘排水量为1290吨的敌对军舰。后者是当时正担任Q船的英国单桅战船浆果鹃号，于1917年12月16日在威尔士西南海岸遭鱼雷击中，延至次日沉没。
根据德意志帝国海军的官方记录，UB-65号于1918年7月10日在爱尔兰南部海岸因自己发射的一枚鱼雷过早爆炸而沉没。美国海军的报道也证实了这一说法：当天美国潜艇L-2号在法斯耐特岩附近巡逻返回时，艇长保罗·弗雷德里克·福斯特起初认为见到了水平线上的一个浮标。驶近后，福斯特发现那实际上是一艘德国潜艇，后来才确认为UB-65号。它在水面上倾斜得很厉害，似乎已然瘫痪。福斯特指示自己的潜艇绕过它，希望能摆好阵位发射鱼雷。可还没等他动手，那艘残破的艇具就在巨大的爆炸中撕裂了。UB-65号的艇艏升起，然后沉入水中。没有幸存者，也没有找到尸体。爆炸发生后不久，尚可听到小型螺旋桨和水下信号装置的声音。爆炸原因不详。但2003年在帕德斯托附近发现的一艘U艇残骸纠正了这一早期的战损报道。事实上，UB-65号直至1918年7月14日还在兰迪岛附近击沉了葡萄牙帆船玛丽亚·若泽号（Maria Jose）。

## 残骸考察
2004年，作为英国第4频道水下考古系列节目《沉船侦探》的一部分，一支探险队对一艘此前未被确认的潜艇残骸展开了考察；这艘潜艇早前在英国皇家海军的一次例行考察中被定位在50°36′40″N 5°00′18″W / 50.611°N 5.005°W处，并确认为UB-65号。在海洋考古学家英尼斯·麦卡特尼和U艇历史学家阿克塞尔·尼斯特莱博士对沉船完成调查（通过识别甲板炮的类型和印在其中一个螺旋桨上的识别号码等设计特征）后，最终证实这是UB-65号的残骸。对沉船的调查显示，没有明显迹象表明是武器攻击造成的损毁（尽管不能排除这种可能性；但损害评估专家大卫·曼利认为，深水炸弹袭击造成的冲击损伤通常是由于内部海水系统故障和艇体穿透造成的，而这些特征在外部检查中并不明显）。艇艉舱门开启，这表明至少有部分船员可能试图逃离该艇。考虑到对沉船的各种观察，以及对同级其它艇只的水深控制和潜航操作困难的历史观察，探险队得出的结论是，它很可能是在1918年7月14日或之后由于意外原因沉没，这同时也是该艇击沉最后一艘船只的日期。艇内37名官兵全数阵亡。在被证实为UB-65号之后，该残骸于2006年11月1日根据《军事遗迹保护法》获得了法定受保护的地位。

## 大众文化
UB-65号是许多鬼怪传说的主题，据说这是源自该艇的二副里克特中尉——他在潜艇服役初期被一枚鱼雷炸死。事实上，这艘潜艇在建造过程中便饱受灾难的困扰，包括轮机舱内的柴油烟雾曾导致三名船员窒息，还有两名船员被掉落的大梁压死。当UB-65号进行适航性测试时，一名船员又在检查舱口时被冲落大海，并从此失踪。在UB-65号的第一次试潜期间，压载舱发生断裂，导致潜艇沉入海底。船员们没有任何方法更交换艇内的氧气，但在12小时后，他们终于设法使潜艇浮出海面。这些事件可能使船员们认为该艇受到了诅咒。由于没有人想登艇或驻扎在艇内，德意志帝国海军甚至召来了一名神职人员为潜艇驱邪。作家托尼·艾伦在他的《真正的鬼魂故事》一书中引用道:“根据一种说法，美国军官认为在UB-65号沉没前曾看到甲板上有人。那是一个穿着德国军官大衣的人，两臂交叉，站在艇艏附近。如果这是真的，里克特中尉可能是最后一次露面。”
根据研究人员乔治·贝希和迈克尔·戈斯的说法，UB-65号闹鬼的故事是由记者赫克托·查尔斯·拜沃特发明的，他杜撰了有关该主题的文章。他们推测拜沃特是一个善于讲故事的人，他编造了一些参考文献，例如“赫克特博士”于战后撰写的小册子。贝希和戈斯得出结论:“官方资料让人很难相信UB-65号闹鬼……在赫克托·C·拜沃特之前，这种传说中所有戏剧性的细节都无法确切地追溯到。”

## 袭击历史摘要
| 日期           | 船名                     | 船籍         | 吨位 | 结局 |
| -------------- | ------------------------ | ------------ | ---- | ---- |
| 1917年10月31日 | 玛格丽特号               | 丹麦         | 1277 | 击伤 |
| 1917年12月12日 | 贝尔维尔号               | 瑞典         | 992  | 击沉 |
| 1917年12月12日 | 查尔斯顿号               | 英国         | 1866 | 击沉 |
| 1917年12月14日 | 诺尔号                   | 挪威         | 1418 | 击沉 |
| 1917年12月16日 | 浆果鹃号                 | 英國皇家海軍 | 1290 | 击沉 |
| 1918年3月2日   | 哈夫纳号                 | 挪威         | 1150 | 击沉 |
| 1918年5月4日   | 彭西尔瓦号               | 英国         | 4316 | 击伤 |
| 1918年5月5日   | 潘多拉号                 | 英国         | 85   | 击伤 |
| 1918年5月5日   | M·J·赫德利号             | 英国         | 449  | 击伤 |
| 1918年5月8日   | 伊莉莎贝塔号             | 英国         | 335  | 击伤 |
| 1918年5月8日   | 托拉尔夫号               | 丹麦         | 586  | 击沉 |
| 1918年5月13日  | 埃斯佩兰萨·德·拉林纳加号 | 英国         | 4981 | 击伤 |
| 1918年7月14日  | 玛丽·若泽号              | 葡萄牙       | 185  | 击沉 |

## 脚注
1. ↑  Rössler，第60頁.
2. 1 2 3  Helgason, Guðmundur. . German and Austrian U-boats of World War I - Kaiserliche Marine - Uboat.net.   [2022-05-02].
3. 1 2 3 4  Gröner 1991，第25-30頁.
4. 1 2  Helgason, Guðmundur. . German and Austrian U-boats of World War I - Kaiserliche Marine - Uboat.net.   [2015-02-04].
5. ↑  陈进，第239頁.
6. ↑  NARS，第78頁.
7. ↑  Helgason, Guðmundur. . German and Austrian U-boats of World War I - Kaiserliche Marine - Uboat.net.   [2022-05-03].
8. ↑  Stillwell, Paul L. . Orlando, Florida: Naval Institute Press. 2007  [2017-04-09]. ISBN 978-1-61251-367-6. （原始内容存档于2022-05-03）.
9. ↑  . history.navy.mil. Naval History and Heritage Command Websites.   [2018-01-28]. （原始内容存档于2022-05-03）.
10. ↑  . navsource.org. NavSource Online: Amphibious Photo Archive Websites.   [2018-06-19]. （原始内容存档于2021-05-17）.
11. ↑  Helgason, Guðmundur. . German and Austrian U-boats of World War I - Kaiserliche Marine - Uboat.net.   [2022-05-03].
12. ↑  McCartney，第119–123頁.
13. ↑  . legislation.gov.uk.   [2010-09-29]. （原始内容存档于2012-01-28）.
14. ↑  Donahue, James. .   [2008-10-09]. （原始内容存档于2009-03-23）.
15. ↑  UB-65 - A German submarine 的存檔，存档日期2008-10-14.
16. ↑  Digest，第384頁.
17. ↑  Allan.
18. ↑  Behe & Goss，第152–166頁.
19. ↑  Helgason, Guðmundur. . German and Austrian U-boats of World War I - Kaiserliche Marine - Uboat.net.   [2015-02-04].